# 이온 드라이카
이온 드라이카(루마니아어: Ion Draica, 1958년 1월 5일 ~ )는 루마니아의 레슬링 선수이다. 

## 올림픽
드라이카는 1984년 로스앤젤레스 하계 올림픽에 출전했고 레슬링 그레코로만형 미들급 부문에서 금메달을 땄다.

## 참조
1. ↑  “프로파일: 이온 드라이카”. sports-reference.com. 2009년 6월 16일에 원본 문서에서 보존된 문서. 2009년 2월 10일에 확인함.